# Yehudah bar Ilai
Yehudah bar Ilai noto anche come Yehudah ben Ilai, Rabbi Yehudah, Giuda il Palestinese, (in aramaico יהודה בר מערבא, Yehuda bar Ma'arava, "Giuda dell'Ovest") (Galilea, II secolo) era un saggio ebreo, rabbino Tanna della 4ª generazione (135 – 170 e.v.).

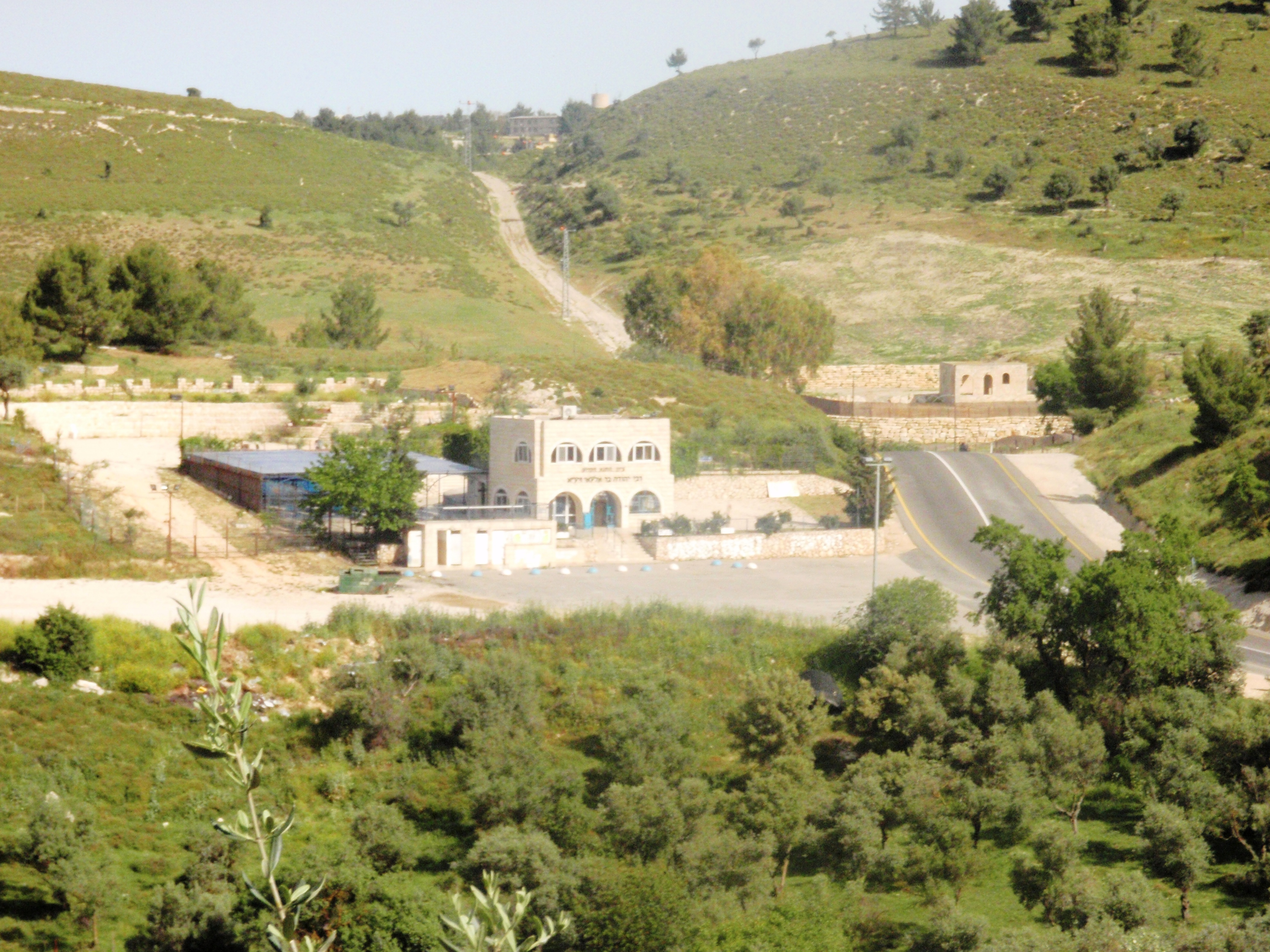
Veduta della tomba di Yehudah, attorniata da ulivi.

Figlio di Rabbi Ilai I. Di tutti gli Yehudah citati nel Talmud, questo è l'unico al quale ci si riferisce chiamandolo semplicemente "Rabbi Yehudah" ed è il saggio più citato della Mishnah.
Yehudah bar Ilai nacque a Usha in Galilea. I suoi insegnanti furono suo padre, che aveva studiato con Rabbi Eliezer e Rabbi Akiba. Fu ordinato da Rabbi Yehudah ben Baba all'epoca quando l'Impero Romano aveva proibito l'ordinazione rabbinica. Yehudah bar Ilai fu costretto a scappare dalle persecuzioni dell'imperatore Adriano.
Obadiah di Bertinoro, visitando la sua tomba, scrisse nel 1495:
Il pellegrino italiano Mosè Bassola (1523) scrisse:

## Fonti degli insegnamenti
Yehudah insegnò la Mishnah di Eliezer, che aveva ricevuto da suo padre. Per la sua interpretazione delle Scritture e le sue deduzioni dei requisiti legali, Yehudah aderì strettamente al metodo del suo maestro Rabbi Akiba.
Molte delle sue massime sono state conservate e includono:
- "Grande è la beneficenza: vivifica la salvezza"[6]
- "Grande è la fatica: onora il lavoratore"[7]
- "Chi non insegna un mestiere al proprio figlio, lo guida alla rapina"[8]
- "Il percorso migliore si trova nel mezzo"[9]

Yehudah visse fino a tarda età, sopravvivendo ai suoi insegnanti e a tutti i suoi colleghi. Tra i suoi discepoli, che lo onorarono dopo la morte, ci fu il rinomato rabbi Giuda il Principe.